# Reinilde Van Moer
Reinilde Van Moer (Willebroek, 21 november 1956) is een voormalig Belgisch Vlaams-nationalistisch politica voor N-VA.

## Levensloop
Van Moer behaalde een graduaat in boekhouden. Beroepshalve werd ze programma-assistent op het centrum voor didactiek van de Universitaire Faculteiten Sint-Ignatius Antwerpen (Ufsia) en vervolgens was zij maatschappelijk adviseur op de sociale dienst van studentenvoorzieningen aan de Universiteit van Antwerpen.
Ze werd lid van de Volksunie en na het uiteenvallen van de partij koos ze in 2001 om toe te treden tot de N-VA. Van Moer hielp mee een N-VA-afdeling op te richten in Willebroek en werd er later de voorzitter van. Van 2007 tot 2015 was zij OCMW-raadslid in Willebroek en van 2013 tot 2018 was zij tevens gemeenteraadslid. In januari 2015 werd Van Moer OCMW-voorzitter van Willebroek, wat ze bleef tot eind 2018.
Bij de federale verkiezingen van juni 2010 werd ze vanop de vijfde plaats verkozen voor de Kamer van volksvertegenwoordigers in de kieskring Antwerpen. Van Moer zetelde in de Kamercommissie Volksgezondheid, Leefmilieu en Maatschappelijke Vernieuwing. In mei 2014 was ze geen kandidaat meer voor een hernieuwing van haar mandaat.